# Mimosa tocantina
Mimosa tocantina är en ärtväxtart som beskrevs av Paul Hermann Wilhelm Taubert. Mimosa tocantina ingår i släktet mimosor, och familjen ärtväxter. Inga underarter finns listade i Catalogue of Life.